# گوستاف مراس
گوستاف مراس (چکی: Gustáv Mráz؛ زادهٔ ۱۱ سپتامبر ۱۹۳۴) یک بازیکن فوتبال اهل چکسلواکی است.

## باشگاهی
از باشگاه‌هایی که در آن بازی کرده‌است می‌توان به باشگاه فوتبال اینتر پراتیسلاوا اشاره کرد.

## تیم ملی
وی سابقه ۱۱ بازی در تیم ملی فوتبال چکسلواکی را در کارنامه دارد.